# Arrondissement de Pontremoli
L'arrondissement de Pontremoli est un ancien arrondissement du département des Apennins. Il fut créé le 4 juin 1805 et supprimé le 11 avril 1814.

## Composition
Il comprenait les cantons de Bagnone, Berceto, Borgo Val di Taro, Compiano, Filattiera, Groppoli, Pontremoli et Terrarossa.